# 반강

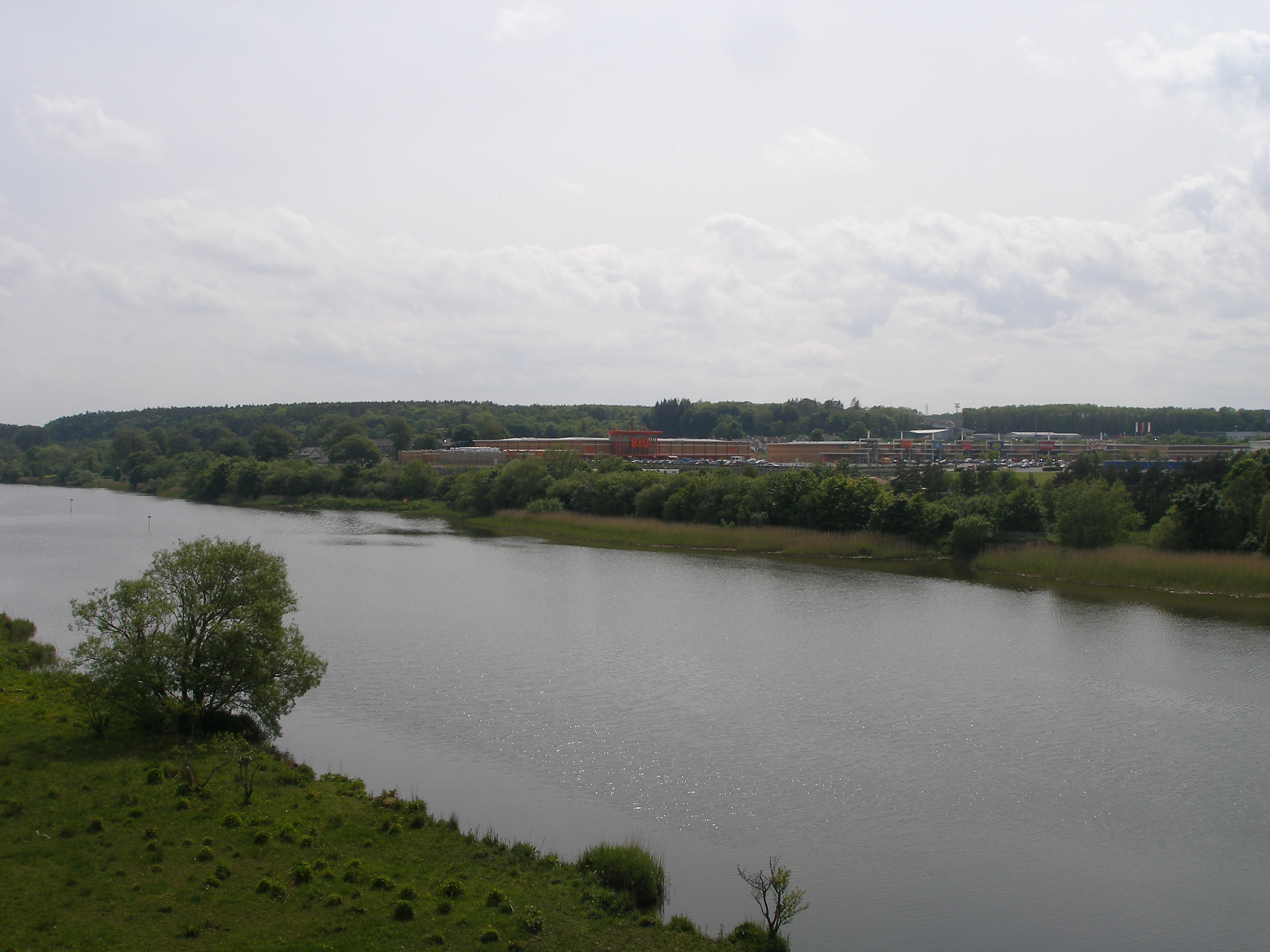
반강

반강(영어: River Bann, 갈리시아어: An Bhanna)은 북아일랜드에 소재한 강이다. 총 길이는 129 km이며, 북아일랜드에서 가장 긴 강이다.